# Vernonia andrangovalensis
Vernonia andrangovalensis là một loài thực vật có hoa trong họ Cúc. Loài này được Humbert miêu tả khoa học đầu tiên.